# MTV Video Music Award para Artista Revelação
O MTV Video Music Award para Artista Revelação (em inglês, MTV Video Music Award for Best New Artist) foi concedido desde o primeiro MTV Video Music Awards anual em 1984. Até 2006, o prêmio foi nomeado Artista Revelação em Vídeo. Em 2007, seu nome foi alterado para Artista Revelação, pois a categoria passou por uma mudança de formato para reconhecer o corpo de trabalho do artista para o ano inteiro, em vez de um vídeo específico. Para a cerimônia de 2008, o prêmio manteve o nome de 2007, mas voltou ao formato de premiação de um vídeo específico, em vez de todo o trabalho do artista. A categoria foi posteriormente renomeada Artist to Watch de 2013 a 2015, mantendo o formato de um prêmio para um vídeo específico. Em 2020, o prêmio de Artista Revelação se fundiu com o prêmio Artista Push do Ano (2018–2019) para criar o prêmio Artista Revelação Push. Em 2021, a MTV devolveu a categoria ao seu nome original (Artista Revelação), separando-a assim da iniciativa MTV Push, que novamente recebeu sua própria categoria (Performance Push do Ano).

## Vencedores e indicados

### Década de 1980
| Ano  | Vencedor(a)                                    | Indicados | Ref.        |
| ---- | ---------------------------------------------- | --- | ----------- |
| 1984 | Eurythmics – "Sweet Dreams (Are Made of This)" | - Cyndi Lauper – "Girls Just Want to Have Fun" - Cyndi Lauper – "Time After Time" - Madonna – "Borderline" - Wang Chung – "Dance Hall Days"                                                    | [ 5 ] [ 6 ] |
| 1985 | 'Til Tuesday – "Voices Carry"                  | - Frankie Goes to Hollywood – "Two Tribes" - Julian Lennon – "Too Late for Goodbyes" - Sade – "Smooth Operator" - Sheila E. – "The Glamorous Life"                                             | [ 7 ]       |
| 1986 | A-ha – "Take On Me"                            | - The Hooters – "And We Danced" - Whitney Houston – "How Will I Know" - Pet Shop Boys – "West End Girls" - Simply Red – "Holding Back the Years"                                               | [ 8 ]       |
| 1987 | Crowded House – "Don't Dream It's Over"        | - Robert Cray – "Smoking Gun" - The Georgia Satellites – "Keep Your Hands to Yourself" - Bruce Hornsby e the Range – "The Way It Is" - Timbuk3 – "The Future's So Bright, I Gotta Wear Shades" | [ 9 ]       |
| 1988 | Guns N' Roses – "Welcome to the Jungle"        | - The Godfathers – "Birth, School, Work, Death" - Buster Poindexter – "Hot, Hot, Hot" - Swing Out Sister – "Breakout" - Jody Watley – "Some Kind of Lover"                                     | [ 10 ]      |
| 1989 | Living Colour – "Cult of Personality"          | - Paula Abdul – "Straight Up" - Edie Brickell & New Bohemians – "What I Am" - Neneh Cherry – "Buffalo Stance"                                                                                  | [ 11 ]      |

### Década de 1990
| Ano  | Vencedor(a)                            | Indicados | Ref.   |
| ---- | -------------------------------------- | --- | ------ |
| 1990 | Michael Penn – "No Myth"               | - Bell Biv DeVoe – "Poison" - The Black Crowes – "Jealous Again" - Jane Child – "Don't Wanna Fall in Love" - Lenny Kravitz – "Let Love Rule" - Alannah Myles – "Black Velvet" - Lisa Stansfield – "All Around the World" | [ 12 ] |
| 1991 | Jesus Jones – "Right Here, Right Now"  | - C+C Music Factory – "Gonna Make You Sweat (Everybody Dance Now)" - Deee-Lite – "Groove Is in the Heart" - Gerardo – "Rico Suave" - Seal – "Crazy"                                                                      | [ 13 ] |
| 1992 | Nirvana – "Smells Like Teen Spirit"    | - Tori Amos – "Silent All These Years" - Arrested Development – "Tennessee" - Cracker – "Teen Angst (What the World Needs Now)"                                                                                          | [ 14 ] |
| 1993 | Stone Temple Pilots – "Plush"          | - Tasmin Archer – "Sleeping Satellite" - Belly – "Feed the Tree" - Porno for Pyros – "Pets" | [ 15 ] |
| 1994 | Counting Crows – "Mr. Jones"           | - Beck – "Loser" - Björk – "Human Behaviour" - Green Day – "Longview" - Lisa Loeb and Nine Stories – "Stay (I Missed You)" - Me'Shell NdegéOcello – "If That's Your Boyfriend (He Wasn't Last Night)"                    | [ 16 ] |
| 1995 | Hootie & the Blowfish – "Hold My Hand" | - Jeff Buckley – "Last Goodbye" - Des'ree – "You Gotta Be" - Filter – "Hey Man, Nice Shot" - Portishead – "Sour Times (Nobody Loves Me)"                                                                                 | [ 17 ] |
| 1996 | Alanis Morissette – "Ironic"           | - Tracy Bonham – "Mother Mother" - Garbage – "Stupid Girl" - Jewel – "Who Will Save Your Soul" | [ 18 ] |
| 1997 | Fiona Apple – "Sleep to Dream"         | - Meredith Brooks – "Bitch" - Hanson – "MMMBop" - Jamiroquai – "Virtual Insanity" - The Wallflowers – "One Headlight" | [ 19 ] |
| 1998 | Natalie Imbruglia – "Torn"             | - Cherry Poppin' Daddies – "Zoot Suit Riot" - Chumbawamba – "Tubthumping" - Fastball – "The Way" - Mase – "Feel So Good"                                                                                                 | [ 20 ] |
| 1999 | Eminem – "My Name Is"                  | - Kid Rock – "Bawitdaba" - Jennifer Lopez – "If You Had My Love" - Orgy – "Blue Monday" | [ 21 ] |

### Década de 2000
| Ano  | Vencedor(a)                       | Indicados | Ref.   |
| ---- | --------------------------------- | --- | ------ |
| 2000 | Macy Gray – "I Try"               | - Christina Aguilera – "What a Girl Wants" - Papa Roach – "Last Resort" - Pink – "There You Go" - Sisqó – "Thong Song"                                                                                        | [ 22 ] |
| 2001 | Alicia Keys – "Fallin'"           | - Coldplay – "Yellow" - Nikka Costa – "Like a Feather" - David Gray – "Babylon" - Sum 41 – "Fat Lip" | [ 23 ] |
| 2002 | Avril Lavigne – "Complicated"     | - Ashanti – "Foolish" - B2K – "Uh Huh" - John Mayer – "No Such Thing" - Puddle of Mudd – "Blurry" | [ 24 ] |
| 2003 | 50 Cent – "In da Club"            | - The All-American Rejects – "Swing, Swing" - Kelly Clarkson – "Miss Independent" - Evanescence com part. de Paul McCoy – "Bring Me to Life" - Sean Paul – "Get Busy" - Simple Plan – "Addicted"              | [ 25 ] |
| 2004 | Maroon 5 – "This Love"            | - The Darkness – "I Believe in a Thing Called Love" - Jet – "Are You Gonna Be My Girl" - JoJo – "Leave (Get Out)" - Kanye West com part. de Syleena Johnson) – "All Falls Down" - Yellowcard – "Ocean Avenue" | [ 26 ] |
| 2005 | The Killers – "Mr. Brightside"    | - Ciara com part. de Missy Elliott – "1, 2 Step" - The Game – "Dreams" - John Legend – "Ordinary People" - My Chemical Romance – "Helena"                                                                     | [ 27 ] |
| 2006 | Avenged Sevenfold – "Bat Country" | - Angels & Airwaves – "The Adventure" - James Blunt – "You're Beautiful" - Chris Brown com part. de Juelz Santana – "Run It!" - Panic! at the Disco – "I Write Sins Not Tragedies" - Rihanna – "SOS"          | [ 28 ] |
| 2007 | Gym Class Heroes                  | - Lily Allen - Peter Bjorn and John - Carrie Underwood - Amy Winehouse | [ 29 ] |
| 2008 | Tokio Hotel – "Ready, Set, Go!"   | - Miley Cyrus – "7 Things" - Katy Perry – "I Kissed a Girl" - Jordin Sparks com part. de Chris Brown – "No Air" - Taylor Swift – "Teardrops on My Guitar"                                                     | [ 30 ] |
| 2009 | Lady Gaga – "Poker Face"          | - 3OH!3 – "Don't Trust Me" - Drake – "Best I Ever Had" - Kid Cudi – "Day 'n' Nite" - Asher Roth – "I Love College"                                                                                            | [ 31 ] |

### Década de 2010
| Ano  | Vencedor(a)                                  | Indicados | Ref.   |
| ---- | -------------------------------------------- | --- | ------ |
| 2010 | Justin Bieber com part. de Ludacris – "Baby" | - Broken Bells – "The Ghost Inside" - Jason Derülo – "In My Head" - Ke$ha – "Tik Tok" - Nicki Minaj com part. de Sean Garrett – "Massive Attack"        | [ 32 ] |
| 2011 | Tyler, the Creator – "Yonkers"               | - Big Sean com part. de Chris Brown – "My Last" - Foster the People – "Pumped Up Kicks" - Kreayshawn – "Gucci Gucci" - Wiz Khalifa – "Black and Yellow" | [ 33 ] |
| 2012 | One Direction – "What Makes You Beautiful"   | - Fun. com part. de Janelle Monáe – "We Are Young" - Carly Rae Jepsen – "Call Me Maybe" - Frank Ocean – "Swim Good" - The Wanted – "Glad You Came"      | [ 34 ] |
| 2013 | Austin Mahone – "What About Love"            | - Iggy Azalea – "Work" - Twenty One Pilots – "Holding On to You" - The Weeknd – "Wicked Games" - Zedd com part. de Foxes – "Clarity"                    | [ 35 ] |
| 2014 | Fifth Harmony – "Miss Movin' On"             | - 5 Seconds of Summer – "She Looks So Perfect" - Charli XCX – "Boom Clap" - Schoolboy Q – "Man of the Year" - Sam Smith – "Stay with Me"                | [ 36 ] |
| 2015 | Fetty Wap — "Trap Queen"                     | - James Bay — "Hold Back the River" - George Ezra — "Budapest" - FKA Twigs — "Pendulum" - Vance Joy — "Riptide" (Vice-campeão)                          | [ 37 ] |
| 2016 | DNCE                                         | - Desiigner - Zara Larsson - Lukas Graham - Bryson Tiller                                                                                               | [ 38 ] |
| 2017 | Khalid                                       | - Noah Cyrus - Kodak Black - Julia Michaels - SZA - Young M.A                                                                                           | [ 39 ] |
| 2018 | Cardi B                                      | - Bazzi - Chloe x Halle - Hayley Kiyoko - Lil Pump - Lil Uzi Vert                                                                                       | [ 40 ] |
| 2019 | Billie Eilish                                | - Ava Max - H.E.R. - Lil Nas X - Lizzo - Rosalía | [ 41 ] |

### Década de 2020
| Ano  | Vencedor(a)    | Finalista(s)               | Indicados                                                                   | Finalistas Push | Ref.                 |
| ---- | -------------- | -------------------------- | --------------------------------------------------------------------------- | --- | -------------------- |
| 2020 | Doja Cat       | - Lewis Capaldi - Yungblud | - Jack Harlow - Roddy Ricch - Tate McRae                                    | - AJ Mitchell - Arizona Zervas - Ava Max - Benee - Brockhampton - Conan Gray - Finneas - Kiana Ledé - Lil Tecca - Pop Smoke - Summer Walker | [ 42 ] [ 43 ] [ 44 ] |
| 2021 | Olivia Rodrigo | - The Kid Laroi            | - 24kGoldn - Giveon - Polo G - Saweetie                                     | — | [ 45 ]               |
| 2022 | Dove Cameron   | - Måneskin - Seventeen     | - Baby Keem - Gayle - Latto                                                 | — | [ 46 ]               |
| 2023 | Ice Spice      | - Peso Pluma - Reneé Rapp  | - GloRilla - Kaliii - PinkPantheress                                        | — | [ 47 ]               |
| 2024 | Chappell Roan  | - Gracie Abrams - Tyla     | - Benson Boone - Shaboozey - Teddy Swims                                    | — | [ 48 ]               |
| 2025 |                | —                          | - Alex Warren - Ella Langley - Gigi Perez - Lola Young - Sombr - The Marías | — | [ 49 ]               |